# 太平洋板塊
 隐没带

 Alps  造山带
30→ 相对于非洲板块的移动速度（mm/Y）
太平洋板塊（英语：Pacific Plate）是一塊海洋地殼板塊，大部分位於太平洋海面下。它是法国地质学家勒皮雄1968年首次提出的六大板块之一，自提出以来，其范围基本没有大的变动。
太平洋板块的東北面與探险家板块、胡安·德富卡板块以及戈尔达板块之間具有张裂型板块边界，分別形成探险家海岭、胡安·德富卡海岭和戈尔达海岭。中部東面與北美洲板块之間沿著聖安地列斯斷層形成转换边界，並與里维拉板块和科科斯板块形成张裂型边界。东南面则与纳斯卡板块形成张裂型边界，即东太平洋海隆。探险家板块、胡安·德富卡板块、戈尔达板块、里维拉板块、科科斯板块和纳斯卡板块都是古法拉龙板块的残余。
南面與南極板塊之間也是张裂型邊界，形成太平洋-南極洋脊（Pacific-Antarctic Ridge）
西面與歐亞板塊之間存在聚合型板块边界，其中靠北方的一邊沉入隐没于歐亞板塊之下，中間部分則與菲律宾海板块形成馬里亞納海溝。西南面與印度-澳洲板塊（印澳板塊）形成複雜但主要為聚合型的邊界，並於紐西蘭北方潜没于印澳板塊之下，兩者之間造成了一個轉換邊界，形成Alpine斷層。更往南一點，則是印澳板塊沉入太平洋板塊下方。
北面沉入北美板塊，為聚合型邊界，並形成阿留申海溝與鄰近的阿留申群島。
太平洋板块内部存在许多的热点，大部分太平洋島嶼都是由这些热点形成的。其中最有名、研究最充分的热点形成了夏威夷-天皇海山链。